# Luuk Schuurmans
 (juin 2023).
Luuk Schuurmans, né le 26 juin 1994 à Vlijmen, est un coureur cycliste néerlandais.

## Biographie
En 2021, Luuk Schuurmans obtient diverses places d'honneur sur des étapes du Grand Prix Chantal Biya. L'année suivante, il s'impose sur une course néerlandaise à Geldrop,. Il termine également deuxième d'une étape du Tour international de Rhodes en Grèce. 
Pour la saison 2023, il s'engage avec la nouvelle équipe continentale Universe. Sous les couleurs de cette formation, il se distingue en remportant une étape du Tour d'Algérie et de l'Aziz Susha. Il s'agit de ses premiers succès obtenus dans des compétitions inscrites au calendrier de l'UCI. 

## Palmarès et résultats

### Palmarès par année
- 2017
  - 4e étape du Ronde van Haspengouw
- 2018
  - Ronde van Haspengouw :
    - Classement général
    - 1re et 2e (contre-la-montre) étapes
- 2022
  - Ronde van Geldrop
- 2023
  - 5e étape du Tour d'Algérie
  - 3e étape de l'Aziz Susha

### Classements mondiaux
| Année           | 2021   | 2022   |
| --------------- | ------ | ------ |
| UCI Europe Tour | 1 534e | 1 535e |